# آرنولد روتل
آرنولد روتل (به استونیایی: Arnold Rüütel) (زاده ۱۰ مه ۱۹۲۸ – درگذشته ۳۱ دسامبر ۲۰۲۴) سیاست‌مدار اهل استونی بود.
وی سومین رئیس‌جمهور کشور استونی در سال‌های ۲۰۰۱ تا ۲۰۰۶ بوده‌است، همچنین وی رئیس شورای عالی جمهوری سوسیالیستی استونی شوروی در سال‌های ۱۹۸۳ تا ۱۹۹۰ میلادی نیز بوده‌است.
آرنولد روتل در ۳۱ دسامبر ۲۰۲۴، در سن ۹۶ سالگی درگذشت.